# 953 هـ
953 هـ هي سنة في التقويم الهجري امتدت مقابلةً في التقويم الميلادي بين سنتي 1546 و1547.

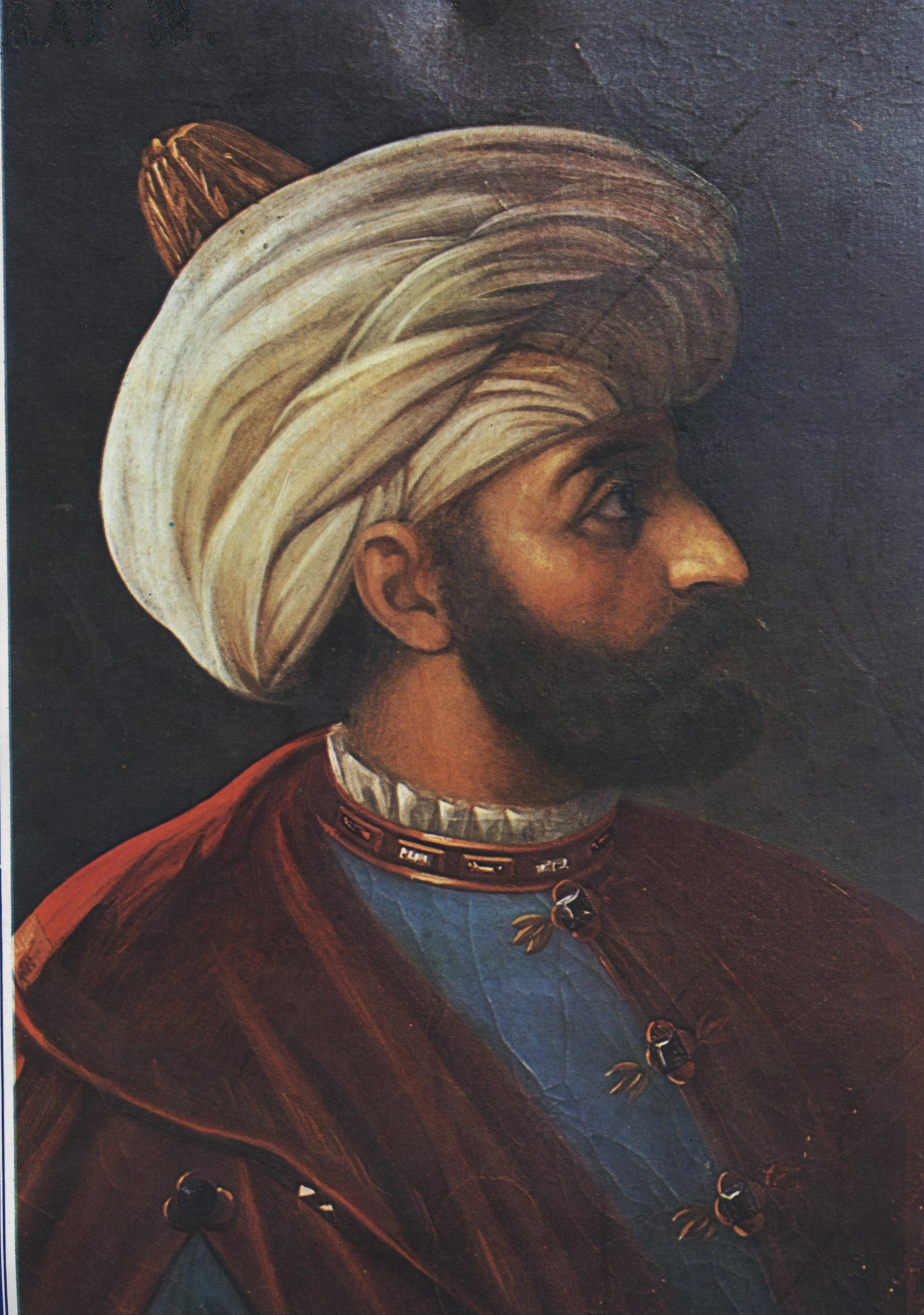
مراد الثالث

## مواليد
- الشيخ البهائي
- مراد الثالث

## وفيات
- أبو القاسم الكوش الدرعي
- شمس الدين القهستاني
- عبد الرحمن الأخضري
- مارتن لوثر
- قطب الدين الصفوي